# 愛莉莎莎
愛莉莎莎（1992年5月25日—），本名陳沐樂，舊本名是陳天予，為臺灣YouTuber，出生於新北市，活躍時期為赴韓國留學開始經營YouTube頻道至今。

## 個人背景
愛莉莎莎家中為天主教徒，父親為天主教輔仁大學文學院院長暨歷史學系教授陳方中，母親為諮商心理師。愛莉莎莎過去就讀國立清華大學人文社會學院學士班，畢業後前往英国斯特拉斯克萊德大學就讀行銷碩士，並曾在韓國首爾就讀語言學校8個月。

## 職業生涯
在2017年台北世大運期間，愛莉莎莎與朋友呸呸組成搭檔，錄製搭訕世大運選手的影片。該影片獲得台灣多個媒體報導，也招致網友批評她們的行徑，日後她在Instagram自言被「全台灣罵成婊子」。之後，愛莉莎莎在韓國生活，分享當地美妝、旅遊等流行情報獲得知名度，並且被批踢踢網友戲稱為台灣IU。
2018年1月，愛莉莎莎返回臺灣，從事全職YouTuber。頻道影片經常開箱富人生活、名人及素人的約會主題，曾與瘦子、阿Ken等藝人拍攝約會主題。
經營兩年五個月後，她的YouTube頻道於2020年4月20日突破百萬訂閱數。2020年7月，因開箱前室友每個月僅1,200元租金的低收入戶的老家，而獲得廣大討論以及多家媒體轉發。也因愛莉莎莎在網路論壇有極大的討論聲量，短暫遭網路論壇Dcard封鎖，並多次被網友質疑雇用公關公司於論壇中炒作，對此愛莉莎莎親自拍影片闢謠，證明絕對沒有與任何的公關公司合作。
自2023年起，開始參與線上教學產業，並與線上教育平台「知識衛星」合作推出課程《從〈流量經營〉到〈熱銷熱賣〉：愛莉莎莎的自媒體銷售學》。截至2025年，該課程累計超過2.7萬人購買，創造逾億元新臺幣營收。

## 爭議

### 投書反同婚
2013年11月12日，愛莉莎莎曾以本名至聯合報發表投書。
愛莉莎莎在文中表示，很多心理學和人類學理論支持孩童的成長背景需要父愛及母愛、自我認同來自父母性別差異及角色對立，如缺乏和別人一樣的成長家庭，孩子極可能面臨自我厭惡和被社會歧視的恐懼。
同時在文中指出，同志們在追求自身幸福的同時，很可能會造就下一代的不幸。。

### 2020年選舉表態不投票
2020年1月11日是台灣2020 大選投票日，愛莉莎莎在個人Instagram表示自己不會去投票，原因是「我今天沒有出門投票，因為我媽媽想要投跟我不一樣的人，所以我們就協議兩個人就待在家，這樣結果就會是一樣的」。隨後遭網友湧入Instagram怒罵，愛莉莎莎也立刻刪除該則貼文，更於限時動態貼上投票所需用品。

### 原住民爭議
2020年4月1日，愛莉莎莎在個人Instagram表示自己將前往臺東縣拍攝新企劃，內容是找「原住民約會」，要求原住民男子的條件為「我要很有原住民味道的，就是不要已經漢化的」。隨後遭網友質疑可能涉及歧視，愛莉莎莎回覆表示：「說很原住民就是歧視？是心中帶有偏見才會有這樣的想法吧。」後來愛莉莎莎緊急修改貼文，並向外界致歉，表示未來發言將更加謹慎。

### 推廣肝膽排石法
2020年11月，愛莉莎莎分享的影片提到自己「喝橄欖油加葡萄柚汁」可排出「膽結石」，並紀錄其七天的療程。2021年1月臺大醫院小兒科醫師兼YouTuber蒼藍鴿拍影片表示她的影片會誤導觀眾，並解釋排出「綠色的膽結石」是橄欖油經腸道代謝成三酸甘油酯後與葡萄柚汁中鉀離子化合的產物。2021年2月12日，愛莉莎莎再製作影片回應，標題為「不忍了！正式回應蒼藍鴿對我的各種指責」，強調自己做足功課且不排除提告，企圖貶低醫學學術，隨即引發網友論戰；嗣後陸續有醫界人士指出肝膽排石法的誤區。2月15日，愛莉莎莎自行下架影片，並錄一支影片道歉。

### 萬華疫情言論
2019冠狀病毒病臺灣疫情於2021年在臺北市萬華區出現群聚感染，5月14日，家在萬華的愛莉莎莎在IG發文裡提到：「住在毒窟萬華，哪裡都不敢去，連電梯都不敢坐。」這段話引來部分網友不滿，質疑為萬華貼上「毒窟」標籤，之後愛莉莎莎修改用詞為「『疫情急速升溫』的萬華」。
2021年5月23日，愛莉莎莎在黃氏兄弟直播聊天時，提到「你有沒有覺得最近的救護車聲很吵？」，接著愛莉莎莎說「你就不要不敢講，我真的覺得很吵，萬華人都不用睡覺是不是？」此番言論立刻引起部分網友不滿。之後她回應表示自己家在高樓層，而且是氣密窗，仍聽得很清楚救護車聲，並稱「很多住戶都抱怨晚上很難睡，在電梯中最常聽到的對話就是這個，我自己也是不太睡得著，更難想像住低樓層還有家裡沒有氣密窗的人要怎麼生活。」她接著建議因為救護車聲而失眠的人可以買耳塞來提升睡眠品質。

### Me Too言論
2023年6月22日，台灣正陷入Me Too風暴之際，愛莉莎莎在IG以「大家都在Me Too，我也來爆料一下」為題，發布了一篇內容，但詳細閱讀卻得知只是和羽球教練男友放閃的內容，引起網友不滿，認為其缺乏同理心，將自己的快樂建築在別人的痛苦上，不該拿此話題來開玩笑，對此，愛莉莎莎21日晚間11時，二度更改貼文，第一次更改將開頭第一段「大家都在Me too爆料」刪除，隨後第二次更改則是將「我也來爆一下好了」改為「我來爆一下好了」。但其仍在回應中表示「我也有經歷過那些可怕的，只是我個人比較喜歡爆料別人可愛的一面。」。

### 2024年中華民國總統大選指控作票
在2024年中華民國總統選舉後，愛莉莎莎公布數段影片，宣稱開票時出現作票嫌疑，此言論引起參與的選務人員抗議不公，認為她應該自己體驗當選務人員。而愛莉莎莎所提供的多部影片，經過台灣事實查核中心查核後，證實皆為假消息。
部分選務人員對此表示不服，認為她應該自己體驗當選務人員的辛勞，後續民間與台灣民眾黨正在對選務瑕疵持續進行調查，重大瑕疵部分，中選會仍在調查中。。而這些影片(網紅愛莉莎莎所提供)在經過台灣事實查核中心核實後證實皆為假消息，其餘仍在調查中，目前民間擬要求改善選舉制度，杜絕大型選務瑕疵。。

### 遭臺灣臺北地方檢察署傳喚而未到
愛莉莎莎因2024年中華民國總統大選投票期間質疑選舉作票而遭到中華民國中央選舉委員會提告妨害名譽，臺灣臺北地方檢察署2024年3月20日傳喚愛莉莎莎出庭，但其並未到場也未請假。根據其社群媒體動態，正在澳洲旅遊，而面對網友留言提問「有去出庭了嗎？」，其回覆「那是啥」。

### 2024年韓國濟州航空飛機失事事件言論
愛莉莎莎於空難的第一時間在IG發限動驚呼「躲過一劫」一詞而遭到許多網友痛批。

### 宣稱自己被誤會為塔利班
2025年4月，愛莉莎莎宣稱自己在印度旅遊時，說自己來自Taiwan，被誤會是塔利班。網友向餐廳老闆求證，老闆回應他不曾搞錯臺灣和塔利班，而愛莉莎莎回應，表示自己有和老闆解釋清楚，「要證明自己沒造謠真累」。

## 外部連結
- 愛莉莎莎的Facebook專頁
- 愛莉莎莎的Instagram帳戶
- 愛莉莎莎的Dcard帳戶
- YouTube上的愛莉莎莎頻道